# Sea Life Center

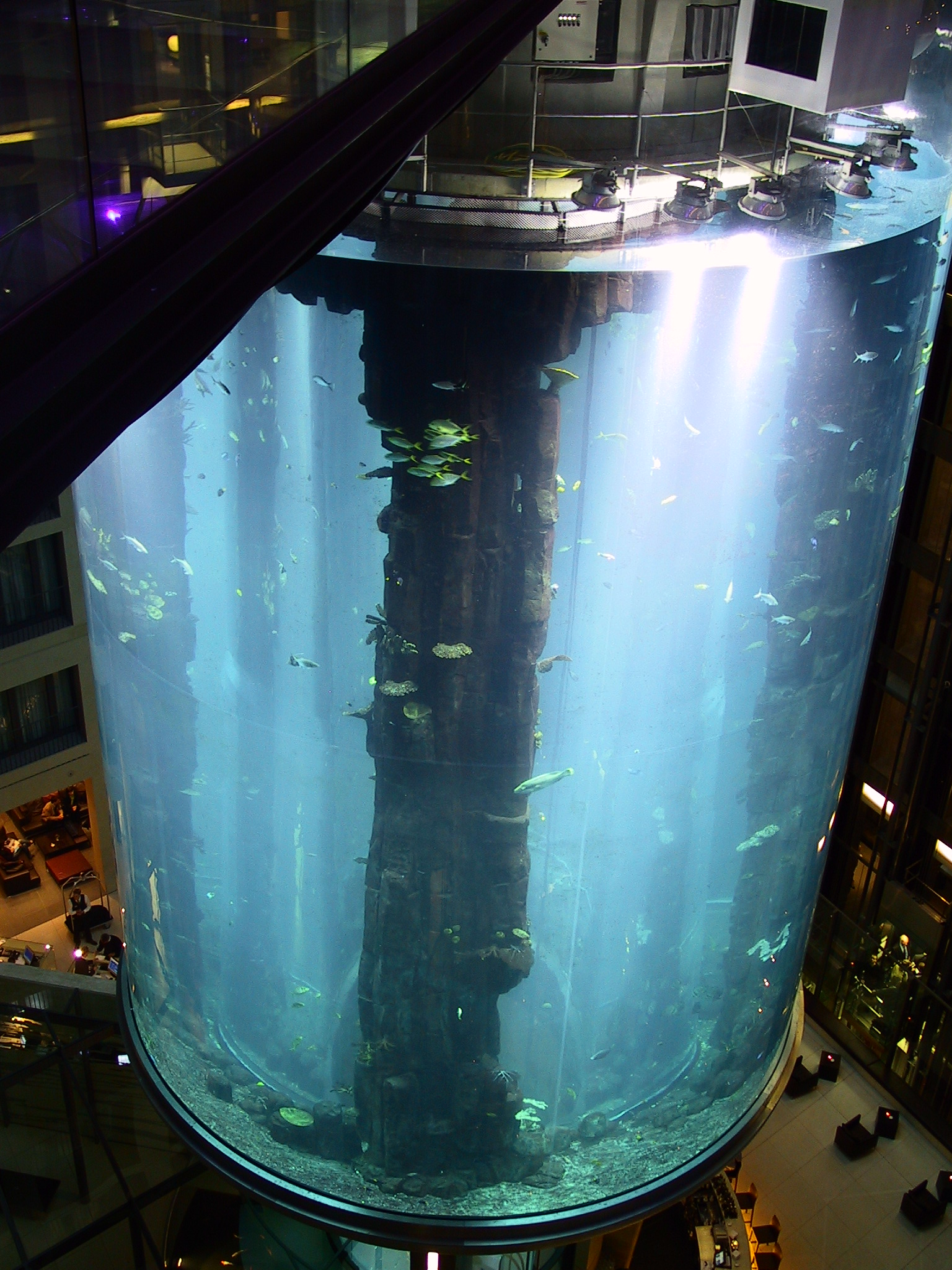
AquaDom och Sea Life Berlin

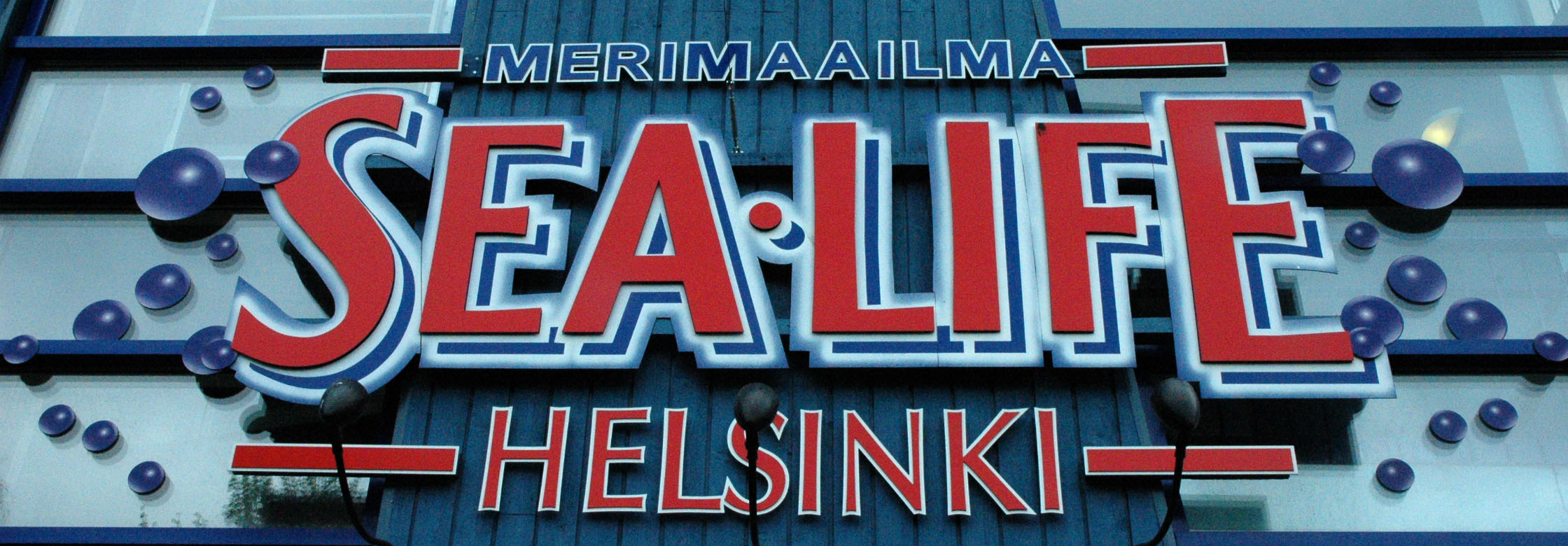
Sea Life logo, Helsingfors

Sea Life Center är en kejda av center fyllda med akvarier och djur samt växter från havet. Kedjan ägs av företaget Merlin Entertainments, liksom The Dungeons och Madame Tussauds. Det finns flera olika center lokaliserade i Belgien, Finland, Frankrike, Irland, Italien, Nederländerna, Portugal, Spanien, Storbritannien och Tyskland.

## Sea Life Center i världen
- Storbritannien: London, Birmingham, Blackpool, Brighton, Great Yarmouth, Scarborough, Weymouth och Loch Lomand
- Tyskland: Berlin, München, Hannover, Königswinter, Konstanz,  Oberhausen, Speyer och Timmendorfer Strand
- USA: Dallas, Minnesota, Kansas City, Phoenix, Carlsbad
- Australien: Sydney, Melbourne, Manly, Mooloolaba
- Italien: Rom, Gardaland, Jesolo
- Frankrike: Val d'Europe (Disneyland Resort Paris)
- Irland: Bray
- Spanien: Benalmádena
- Portugal: Porto
- Belgien: Blankenberge
- Finland: Helsingfors
- Holland: Scheveningen
- Thailand: Bangkok
- Sydkorea: Busan
- Kina: Shanghai

## Bilder

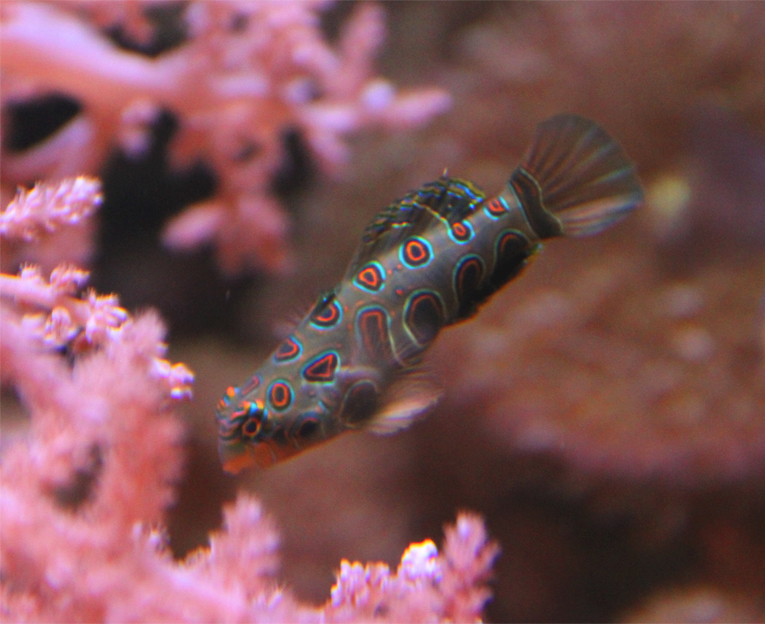
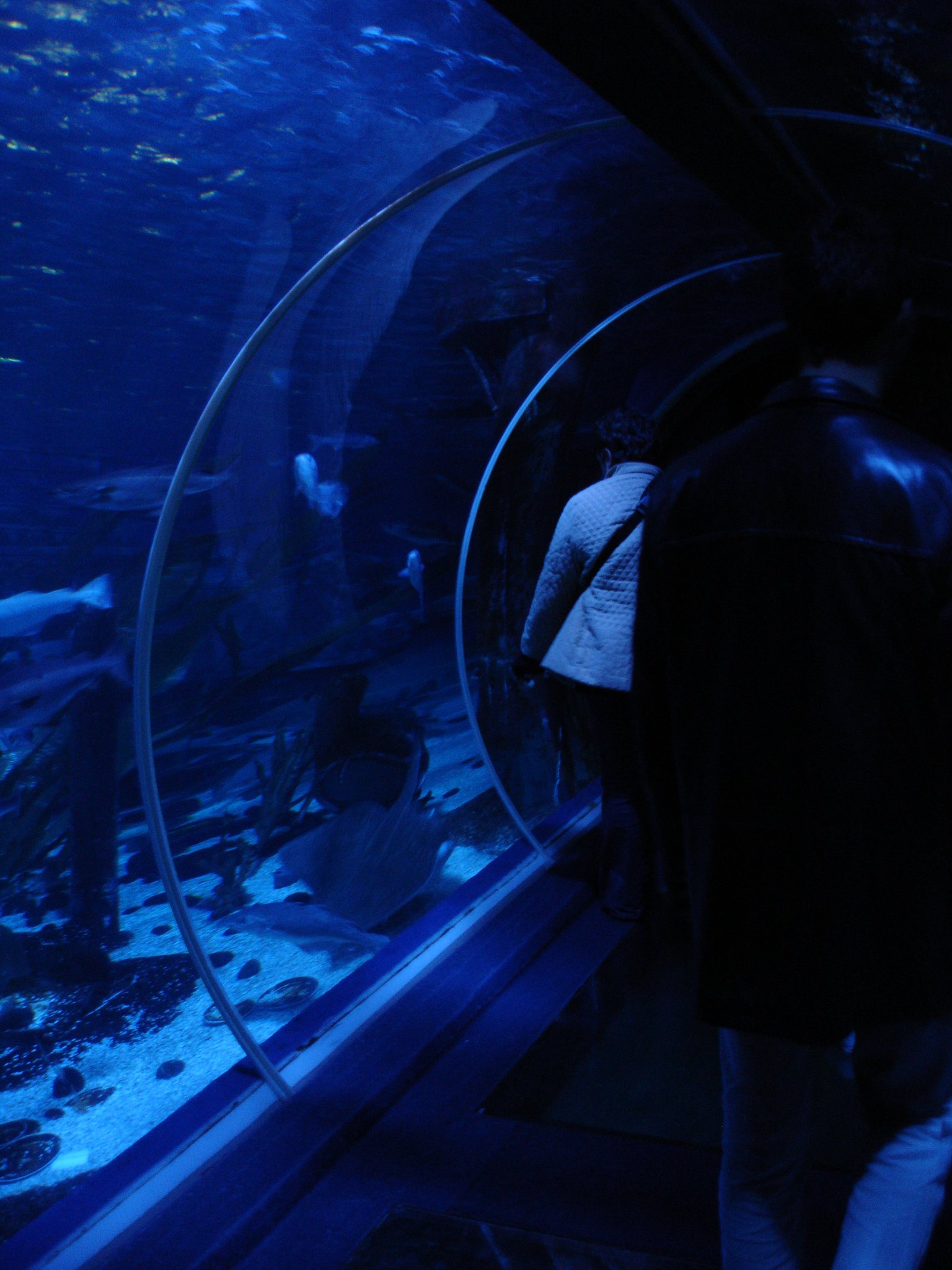
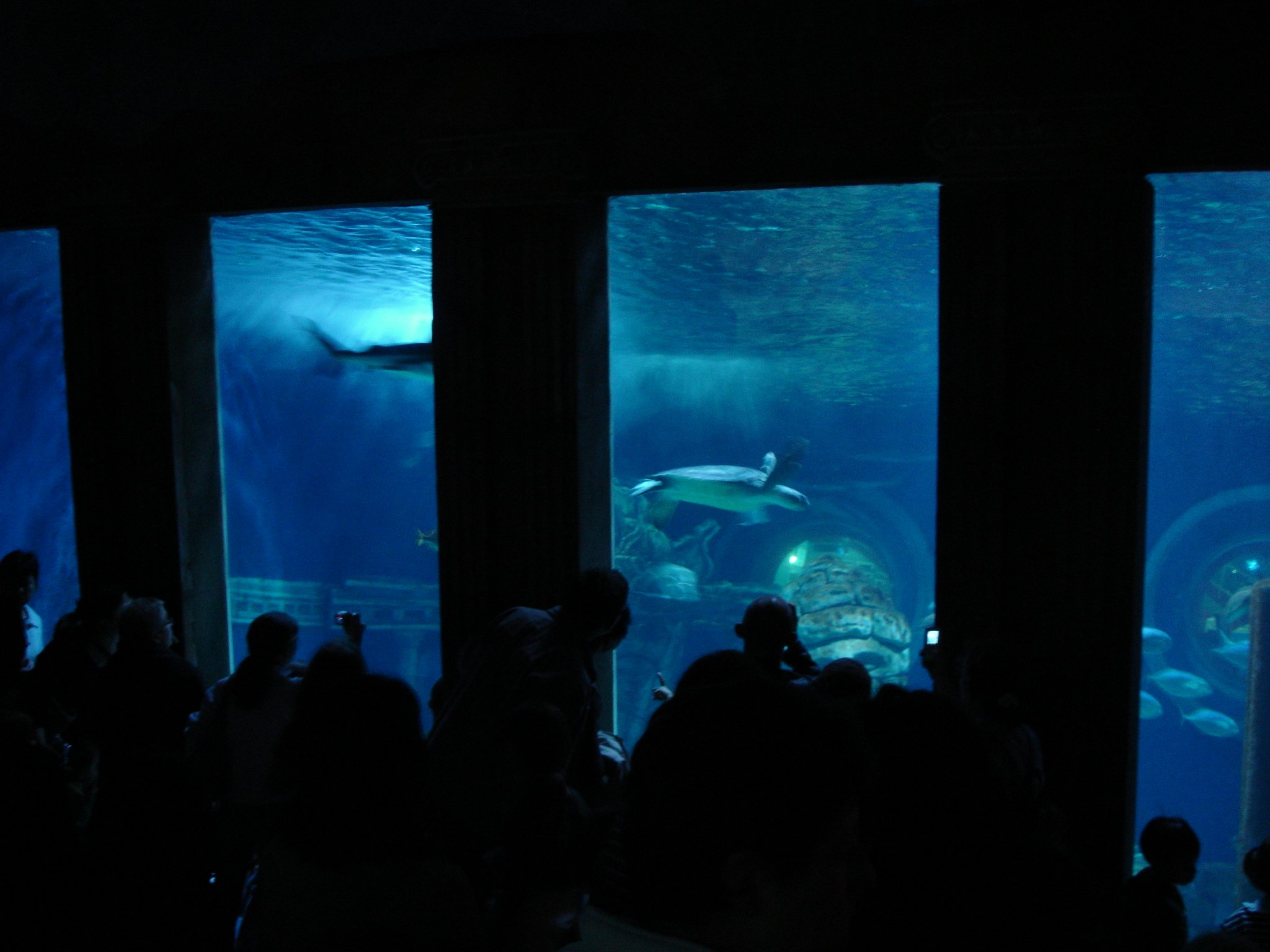
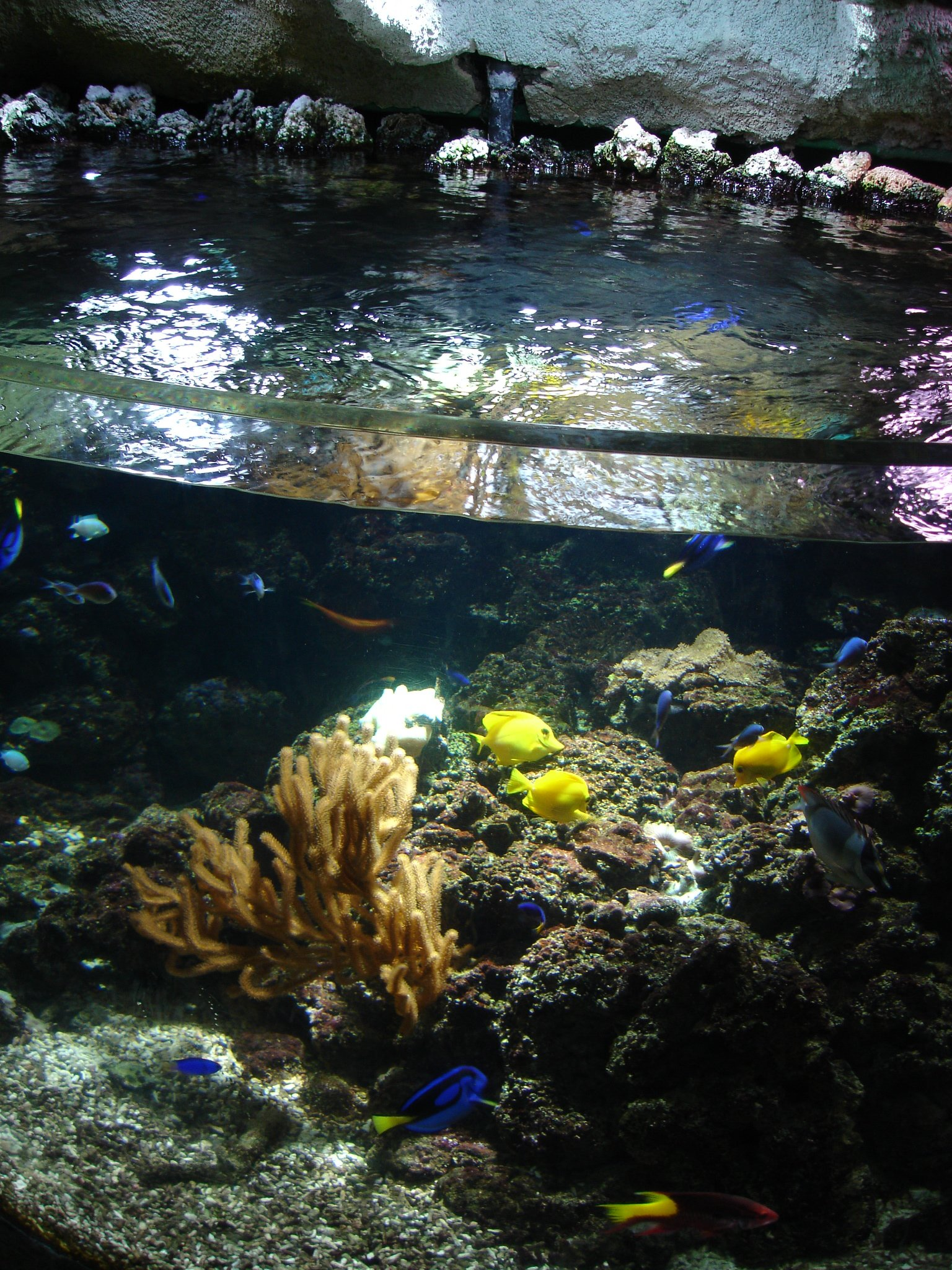